# 四国総合信用
四国総合信用株式会社（しこくそうごうしんよう）は、香川県高松市古新町に本社を置く信用保証会社である。四国内の愛媛銀行を除く第二地方銀行（香川銀行・高知銀行・徳島大正銀行）の各種個人ローンの保証業務を行っている。

## 事業所
- 本社 - 香川県高松市古新町1番地7

- 以前は高知駐在所、徳島駐在所、松山駐在所を設置していたが、本社への業務集約に伴い閉鎖された[1][2]。

## 沿革
- 1974年9月 - 「四国総合信用株式会社」（本社：香川県高松市南新町）設立。
- 1977年11月 - 香川県高松市亀井町に本社移転。
- 1984年3月 - 香川県高松市寿町に本社移転。
- 1998年9月 - 保証残高5,000億円達成(5,094億円)。
- 2002年11月 - 自社ビル購入。
- 2003年5月 - 現在地（香川県高松市古新町1番地7）に本社移転。
- 2010年7月 - 再保証付商品取扱開始。
- 2011年6月 - 執行役員制度導入。
- 2014年11月 - 新基幹システム導入。自動審査システム導入。
- 2016年10月 - 大正銀行と保証取扱開始。
- 2022年6月 - 全国保証と資本業務提携契約締結[3]。